# Conchagüita
Conchagüita (hiszp. Isla Conchagüita) – wulkaniczna wyspa w zatoce Fonseca, u wschodnich wybrzeży Salwadoru, do którego należy. Od stałego lądu, na którym wznosi się wulkan Conchagua, oddziela ją wąska cieśnina. Wchodzi w skład departamentu La Unión.
Wulkaniczny szczyt o tej samej nazwie wznosi się na wysokość 505 m n.p.m. Jedyna odnotowana w czasach historycznych erupcja w postaci wyrzutu popiołów miała miejsce w 1892.